# Армаш, Игорь Андреевич
И́горь Андре́евич Арма́ш (рум. Igor Armaș; род. 14 июля 1987[…], Кэушень) — молдавский футболист, имеющий также второе российское гражданство, защитник клуба «Волунтари» и сборной Молдовы.

## Карьера

### Клубная
Воспитанник кишинёвского «Зимбру», в котором стал заниматься с 14 лет, после переезда из города Кэушень, где жил до этого времени. Профессиональную карьеру начал в 2005 году в фарм-клубе кишинёвской команды «Зимбру-2», за который выступал до конца 2006 года, проведя за это время 30 матчей и забив 2 гола в ворота соперников. В начале 2007 года пополнил ряды основной команды, в том сезоне провёл за клуб 6 матчей и стал, вместе с командой, вице-чемпион Молдавии и обладателем Кубка страны.
В конце 2007 года у Игоря возникли проблемы со здоровьем, он перенёс ряд операций, даже возник вопрос насчёт возможности продолжения карьеры, но в итоге ему удалось справиться со всеми сложностями, и он вернулся в строй уже в том сезоне, в котором всего сыграл 7 матчей. В 2008 году занял прочное место в основном составе, проведя 17 матчей, забив 1 гол и став лучшим защитником чемпионата, после чего, в декабре, переехал в Швецию, в клуб «Хаммарбю», с которым подписал четырёхлетний контракт. В сезоне 2009 года сыграл за клуб 27 матчей в чемпионате Швеции, а по итогам сезона был признан болельщиками «Хаммарбю» лучшим игроком команды 2009 года.
27 января 2010 года Армаш прибыл в Турцию на просмотр в проводившую там предсезонный сбор «Кубань», а 28 января было сообщено, что «Хаммарбю» достиг договорённость с «Кубанью» о переходе Игоря, который в итоге подписал с ней четырёхлетний контракт, сумма трансфера составила более 600 тысяч евро. Дебютировал в составе «Кубани» 28 марта в домашнем матче 1-го тура первенства против курского «Авангарда», а первый гол забил 9 июля на 58-й минуте домашнего матча 20-го тура первенства против клуба «Волгарь-Газпром». Всего в том сезоне провёл 32 матча, забил 2 гола и стал, вместе с командой, победителем Первого дивизиона России. 11 ноября на церемонии награждения «Кубани» получил от клуба приз Fair Play.

### В сборной
В составе главной национальной сборной Молдавии выступает с 2008 года. Провёл 6 матчей в отборочном турнире к чемпионату мира 2010 года.

## Достижения

### Командные
«Зимбру»
- Вице-чемпион Молдавии: 2006/07
- Обладатель Кубка Молдавии: 2006/07

«Кубань»
- Победитель Первого дивизиона России: 2010
- Финалист Кубка России: 2014/15

«Волунтари»
- Финалист Кубка Румынии: 2021/22

### Личные
«Зимбру»
- Лучший защитник чемпионата Молдавии: 2008